# Jens Otto Krag
Jens Otto Krag (Randers, Dinamarca 1914 - Copenhaguen 1978) fou un polític danès, dues vegades primer ministre del seu país.

## Biografia
Va néixer el 15 de setembre de 1914 a la ciutat de Randers, població situada al comtat d'Århus. El 1930 es traslladà a la ciutat de Copenhaguen, on estudià economia a la Universitat de Copenhaguen.
Morí d'un infart de miocardi el 22 de juny de 1978 a la seva residència de Copenhaguen.

## Activitat política
Membre del Partit Socialista des de 1930, l'any 1947 fou escollit per primer cop diputat del Folketing (parlament danès) i fou nomenat Ministre de Comerç pel govern de Hans Hedtoft. L'any 1949 fou un dels principals valedors de l'entrada del seu país com a membre de dret a l'OTAN.
El 1950 renuncià al seu escó i posició al govern danès per esdevenir ambaixador als Estats Units d'Amèrica, càrrec que va desenvolupar fins al 1953. Aquell mateix any fou nomenat un altre cop ministre, inicialment ministre sense cartera i posteriorment Ministre del nou departament d'assumptes econòmics, i entre 1958 i 1962 fou nomenat Ministre d'Afers Estrangers.
El setembre de 1962 fou nomenat Primer Ministre de Dinamarca en substitució de Viggo Kampmann, càrrec que va desenvolupar fins al 1968. L'any 1966 fou guardonat amb el Premi Internacional Carlemany, concedit per la ciutat d'Aquisgrà, pels seus esforços en favor de la unitat europea. L'any 1971, quan el seu partit retornà al poder, fou novament nomenat Primer Ministre. Durant el seu segon mandat inicià una campanya en favor de la unitat i la cooperació europea, realitzant el referèndum d'entrada de Dinamarca a la Comunitat Econòmica Europea l'any 1972. El referèndum fou guanyat, però l'estret marge aconseguit li feu veure la severa divisió del seu país, renunciant Krag al seu càrrec aquell mateix any.
La seva carrera política finalitzà l'any 1975, després d'haver estat durant un any el representant de la Comunitat Econòmica Europea als Estats Units.